# La Vie de plaisance
Pour plus de détails, voir Fiche technique et Distribution.
La Vie de plaisance est un téléfilm français réalisé par Pierre Gautherin, sorti en 1975 en France. Ce téléfilm fait écho à la destruction du Quartier de Plaisance, insalubre à l'époque, situé dans le 14e arrondissement de Paris pour faire place à un projet autoroutier : le radiale Vercingétorix. Cependant, les schémas dressés en prévision des travaux sont arrêtés avant la crise de 1974 et l'arrivée au pouvoir de Valéry Giscard d'Estaing.
C'est dans ces conditions que s'expliquent les nombreuses scènes tournées sur des friches urbaines.
Le téléfilm est disponible en version intégrale sur le site de l'Institut national de l'audiovisuel (INA).

## Synopsis
Un couple de retraités (Raymond Bussières et Béatrice Lord) vit dans un appartement dans le Quartier de Plaisance. Il mène une vie calme et agréable ponctuée de conversations passionnées avec leurs voisins (Charles Vanel et Germaine Montero). Cependant, les deux pensionnés voient leur vie bouleversée lorsqu'ils apprennent l'expropriation de ces mêmes voisins dans un building fraîchement construit. 
Le téléfilm est raconté sous forme des plusieurs témoignages qui viennent s'articuler autour du canevas principal. 

## Fiche technique
- Titre : La Vie de plaisance
- Réalisation : Pierre Gautherin
- Scénario et dialogues : Jean Pélégri
- Photographie : Bernard Laug
- Montage : J.B. de Battista et Laslo Horvath
- Musique : Gérard Gallo
- Production : Cléo Daran et Alain Martinez
- Décors : Marie-Claire Musson et Fred Marpaux
- Costumes : Jean-Claude Sotto
- Images : Claude Mathé et Alain Blaise
- Son : Jules Dantan et Pierre Watine
- Mixage : Daniel Léonard
- Scripte : Hélène Le Cornec
- Format : Couleur
- Durée : 1h31min
- Date de sortie : 7 juin 1975 à 20h35 sur Antenne 2

## Distribution
- Charles Vanel : Marcel
- Raymond Bussières : René
- Germaine Montero : Raymonde
- Béatrice Lord : Ginette
- Patrick Brisson : Jean-Marc
- Dominique de Keuchel : un mécanicien, un ami de Jean-Marc
- Danielle Chutaux : Françoise
- Georges Hubert : Julien
- Jean Franval : le patron du garage
- Robert Rollis : marchand de journaux à l'entrée du métropolitain
- Bernard Musson : l'homme à l'enterrement
- Yvonne Dany : la dame à l'enterrement
- Lina Roxa : la dame dans la bouche de métro